# Antonio Bernabé García
Antonio Bernabé García (València, 7 de maig de 1963) és un funcionari i polític espanyol del Partit Socialista País Valencià-PSOE.

## Biografia
Va néixer el 7 de maig de 1963 en València. Llicenciat en Dret per la Universitat de València, Diplomat en Gerència d'Administracions Locals per ESADE i Master en Administració Pública per l'Institut Universitari Ortega y Gasset, va orientar la seva carrera professional cap a l'administració pública, i de manera molt especial a l'àmbit del turisme.
El Consell de Ministres del 23 d'abril de 2004 del Govern d'Espanya presidit per José Luis Rodríguez Zapatero el nomena Delegat del Govern al País Valencià en substitució de Juan Gabriel Cotino Ferrer.
En 2008 és nomenat Director General de l'Institut de Turisme d'Espanya (Turespaña).

## Càrrecs exercits
- Director General de l'Institut Turístic Valencià (1993-1995).
- President Executiu de la Fundació Cavanilles d'Alts Estudis Turístics (1993-1995).
- Director de l'Escola Oficial de Turisme a Madrid, ens públic dependent del Ministeri de Comerç i Turisme (1995-1996).
- Regidor de l'Ajuntament de València (2003-2004).
- Delegat del Govern al País Valencià (2004-2008).
- Director General de l'Institut de Turisme d'Espanya Turespaña, pertanyent al Ministeri d'Indústria, Turisme i Comerç (2008-2012).